# Epilobium brevipilum
Epilobium brevipilum är en dunörtsväxtart som beskrevs av Haussk.. Epilobium brevipilum ingår i släktet dunörter, och familjen dunörtsväxter. Inga underarter finns listade i Catalogue of Life.